# Movimento degli Ecologisti - Cooperazione dei Cittadini
Il Movimento degli Ecologisti - Cooperazione dei Cittadini (in greco: Κίνημα Οικολόγων - Συνεργασία Πολιτών, Kinema Oikologon - Sunergasia Politon) è un partito politico cipriota di orientamento ambientalista fondato nel 1996; originariamente designato come Movimento degli Ecologisti Ambientalisti (Κίνημα Οικολόγων Περιβαλλοντιστών, Kinema Oikologon Periballontiston), è stato ridenominato nel 2016.
Aderisce al Partito Verde Europeo.

## Risultati elettorali
| Elezione          | Voti   | %    | Seggi  |
| ----------------- | ------ | ---- | ------ |
| Parlamentari 1996 | 3.710  |      | 0 / 56 |
| Parlamentari 2001 | 8.128  |      | 1 / 59 |
| Europee 2004      | 2.872  |      | 0 / 6  |
| Parlamentari 2006 | 8.193  |      | 1 / 56 |
| Europee 2009      | 4.602  |      | 0 / 6  |
| Parlamentari 2011 | 8.960  |      | 1 / 56 |
| Europee 2014      | 19.894 |      | 0 / 6  |
| Parlamentari 2016 | 16.909 | 4,81 | 2 / 56 |
| Europee 2019      | 9.232  | 3,29 | 0 / 6  |
| Parlamentari 2021 | 15.762 | 4,41 | 3 / 56 |
| 1. 2.             |        |      |        |